# Sundbysjön (Runtuna socken, Södermanland)
Sundbysjön är en sjö i Nyköpings kommun i Södermanland och ingår i Svärtaåns huvudavrinningsområde. Sjön har en area på 0,592 kvadratkilometer och ligger 6,1 meter över havet. Sjön avvattnas av vattendraget Svärtaån (Sundbyån).

## Delavrinningsområde
Sundbysjön ingår i det delavrinningsområde (652665-157505) som SMHI kallar för Utloppet av Sundbysjön. Medelhöjden är 32 meter över havet och ytan är 4,38 kvadratkilometer. Räknas de 19 avrinningsområdena uppströms in blir den ackumulerade arean 302,74 kvadratkilometer. Avrinningsområdets utflöde Svärtaån (Sundbyån) mynnar i havet. Avrinningsområdet består mestadels av skog (70 procent). Avrinningsområdet har 0,59 kvadratkilometer vattenytor vilket ger det en sjöprocent på 13,4 procent.